# Barthlottia madagascariensis
Die Gattung Barthlottia umfasst nur eine Art (Barthlottia madagascariensis) aus der Familie der Braunwurzgewächse. Es ist ein bis knapp drei Meter hoher Strauch mit großen glockenförmigen purpurroten Blüten, der nur von einem kleinen Gebiet im Südosten von Madagaskar vorkommt und erst 1996 beschrieben wurde.

## Beschreibung
Es handelt sich um einen bis knapp 3 m hohen Strauch mit verdickten Wurzeln und verholztem Stamm. Die vierkantigen Stängel tragen gegenständige spitz-elliptische, bis 15 cm lange Blätter. Die Blütenstände sind endständig mit bis zu 15 etwa 4 cm langen, hängenden, glockenförmigen, purpurroten Blüten aus fünf verwachsenen Kelchblättern und vier Staubgefäßen. Die Blüten werden vermutlich von Nektarvögeln (Nectariniidae) bestäubt.

## Vorkommen
Madagaskar ist bekannt für seine reiche Flora und Faune von Arten und Gattungen, die ausschließlich dort vorkommen (Endemiten). Dazu gehört Barthlottia, die nur in einem etwa 30 × 30 km umfassenden Gebiet im Südwesten der Insel ca. 45 km nordwestlich von Tolagnaro (Ft. Dauphin) vorkommt. Der Strauch wächst auf Felsplateaus und Inselbergen des Anosy-Gebirges. Die Fundorte liegen weitgehend in dem Nationalpark Andohahela, der 2007 in die UNESCO-Weltnaturerbe-Liste aufgenommen wurde.
Wegen des kleinen, abgelegenen Vorkommens von Barthlottia gibt es wohl weniger als sechs bekannte Aufsammlungen.
Die auffällige Pflanze wurde zwar bereits erstmals 1947 von dem französischen Botaniker Jean-Henri Humbert gesammelt, lag aber unerkannt im Herbar Mus. d’Histoire Naturelle, Paris. Erst der deutsche Botaniker und Afrika-Madagaskar-Spezialist Eberhard Fischer beschrieb sie 1996 als neue Gattung und Art. Sie wurde benannt nach dem deutschen Botaniker und Bioniker Wilhelm A. Barthlott (geb. 1946), der sich mit der Flora der Inselberge Madagaskars beschäftigt hat. Fischer hat in Madagaskar und Zentralafrika eine Vielzahl neuer Pflanzen entdeckt, wie die winzige Ruanda-Seerose (Nymphaea thermarum) mit ähnlich kleinem Verbreitungsgebiet.

## Systematik
Barthlottia gehört in die Tribus der Limoselleae (früher Manuleae) innerhalb der Scrophulariaceen. Inzwischen liegen umfangreiche molekularsystematische Daten vor; die Gattung steht relativ isoliert. Barthlottia scheint keine näheren Verwandten in Madagaskar zu haben, entfernt ähnlich ist nur Manuelopsis dinteri in Namibia.